# Chùa Vạn Phật Thánh Thành
Chùa Vạn Phật Thánh Thành (tiếng Anh: City of Ten Thousand Buddhas; tiếng Trung: 萬佛聖城) là một cộng đồng và tu viện Phật giáo quốc tế được thành lập bởi Hòa Thượng Tuyên Hóa, một nhân vật quan trọng của Phật giáo phương Tây. Đây là một trong những ngôi chùa của phái Thiền tông đầu tiên ở Hoa Kỳ, và là một trong những cộng đồng Phật giáo lớn nhất ở Tây Bán cầu.
Chùa nằm ở cộng đồng nông thôn Talmage thuộc tiểu bang California, cách San Francisco 110 dặm (180 km) về phía bắc. Đây là một trong những tu viện Phật giáo đầu tiên được xây dựng ở Hoa Kỳ. Ngôi chùa theo trường phái Quý Dương của phái Thiền tông. Chùa được chú ý vì tuân thủ chặt chẽ vinaya, một nguyên tắc Phật giáo truyền thống theo hướng tu khắc khổ.